# Вален (Бельгия)

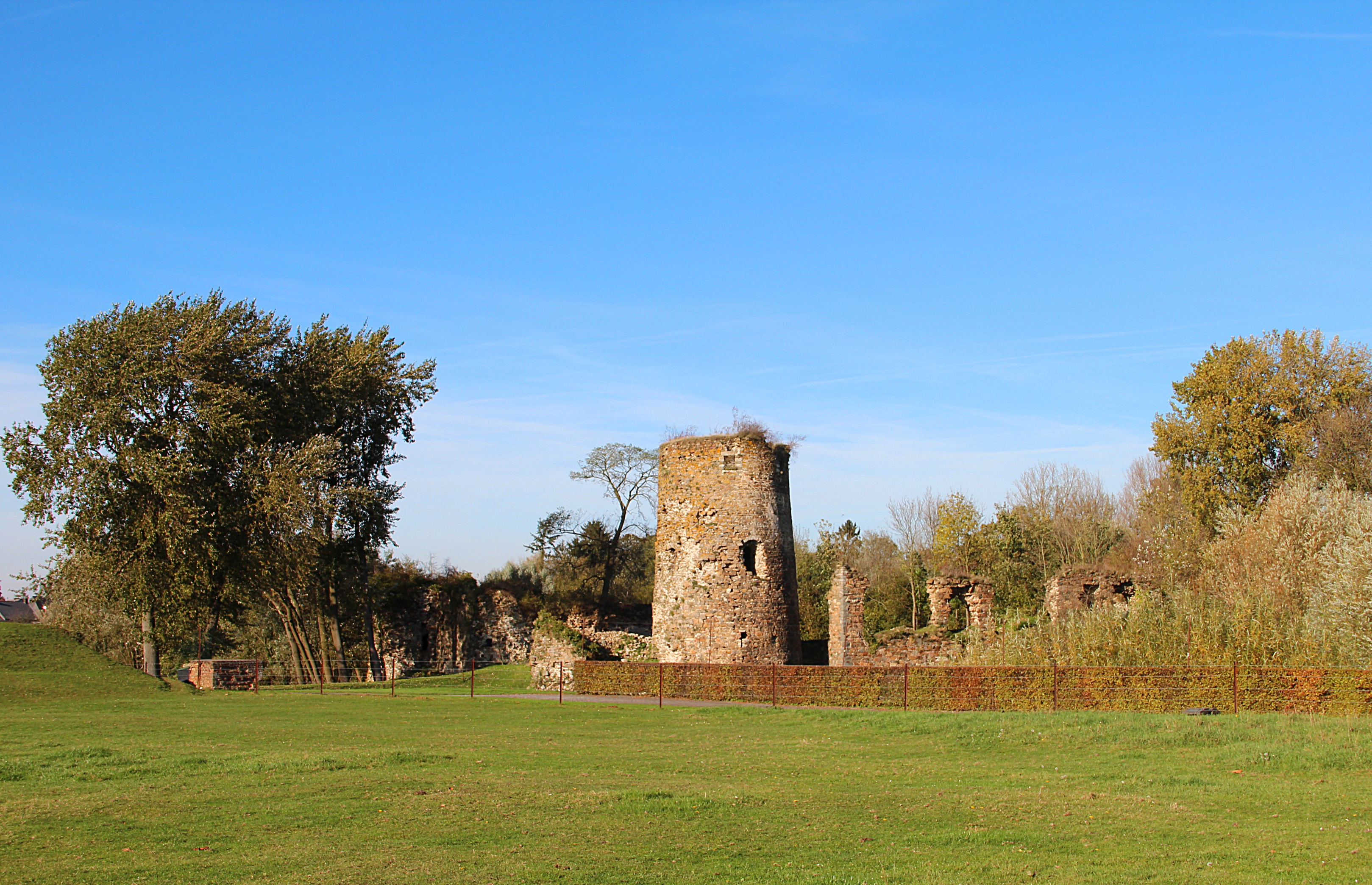
Руины замка (XII век).

Вале́н — коммуна в Валлонии, расположенная в провинции Валлонский Брабант, округ Нивель. Принадлежит Французскому языковому сообществу Бельгии. На площади 37,94 км² проживают 6038 человек (плотность населения — 159 чел./км²), из которых 49,49 % — мужчины и 50,51 % — женщины. Средний годовой доход на душу населения в 2003 году составлял 14 821 евро.
Почтовый код: 1457. Телефонный код: 010.